# Reményi Sándor (újságíró)
Reményi Sándor (Szinérváralja, 1901. május 13. – Nagyvárad, 1963. január 20.) romániai magyar újságíró, szerkesztő, író.

## Életpályája
Középiskolát Szatmárnémetiben végzett (1919). Újságírói pályára lépett, első tudósításait a kolozsvári Keleti Újság, az Aradi Magyarság és a Brassói Lapok közölte.
1930-ban Arany János városában telepedett le, a Szalontai Lapok szerkesztője, majd baloldali lapot alapított Reggeli Újság (1933) címmel, de ezt hamar betiltották, s a rendőrséget bíráló cikke miatt életveszélyesen bántalmazták. Ekkor veszítette el szeme világát is. 1933 májusától Az Újság s az ugyancsak helyi Szalontai Lapok (1935-40) munkatársa. A zsidótörvények hatályba lépése után háttérbe szorították, a deportálástól azonban megmenekült. 1945 tavaszától Népszabadság című baloldali lapot irányított, majd a nagyváradi Új Életben szerkesztette a Szalontai Élet című rovatot. Ebben az időszakban Nagyszalonta művelődési életében és közigazgatásában is szerepet játszott. Nyugdíjas éveire Nagyváradra költözött.

## Művei
- Szerelem (tanulmány, Nagyszalonta 1932)
- Színek, képek, könyvek (novellák, Zágoni Dezső előszavával, első kiadásban Budapesten, majd Gábor István bevezetőjével Nyíregyházán és Nagyszalontán 1935-36-ban, összesen kilenc kiadásban)
- Vergődő lélek; Merkantil Ny., Bp., 1941